# 1860 у залізничному транспорті
1860 у залізничному транспорті

## Події
- 26 січня — відкрито для руху ділянку Петербурго-Варшавської залізниці від Пскова до Дінабургу (56 верст)[1].
- 26 червня — у Південній Африці відкрито першу ділянку залізничної лінії від Дурбана до колонії Наталь (2 км з шириною колії 1435 мм)
- 26 жовтня — на залізниці Bergisch-Märkische Eisenbahn (Bergisch-Märkische Eisenbahn[en]) в Німеччині відкрито залізничні вокзали в містах Бохум (Бохум-Головний) та Віттен.
- Жовтень — встановлені перші водяні жолоби для паровозів здатних здійснювати набір води не припиняючи руху (Track pan[en]) на магістралі London and North Western Railway (London and North Western Railway[en]) поблизу села Mochdre і на залізниці Chester and Holyhead Railway (Chester and Holyhead Railway[en]).
- 8 листопада — відкрито ділянку Острів—Динабург (191 верста).
- У Південній Африці прокладена перша залізниця Кейптаун—Веллінгтон довжиною 92 км[2].
- У Північній Америці почалося будівництво Тихоокеанської трансконтинентальної залізниці[2].